# Crocidura watasei
Crocidura watasei е вид бозайник от семейство Земеровкови (Soricidae).

## Разпространение
Видът е разпространен в Япония.